# Stohový potok
Stohový potok – potok w grupie górskiej Mała Fatra na Słowacji. Jest prawym dopływem Vrátňanki. Ma liczne źródła na północnych stokach Małej Fatry Krywańskiej, na odcinku od Wielkiego Rozsutca po Poludňový grúň. Od jednego ze szczytów wznoszących się w tej grani (Stoha) pochodzi nazwa potoku. Najwyżej położone źródła znajdują się na wysokości około 1340 m. Potok spływa Novą doliną przez osadę Štefanová i na wysokości około 600 m n.p.m. w miejscu zwanym  Nová dolina, rázcestie uchodzi do Vrátňanki. Największym dopływem jest potok spływający spod Wielkiego Rozsutca wąwozowatą dolinką o nazwie Kremenná dolina.